# Sofia Matos
Sofia Helena Correia Fernandes Sousa Matos (28 de setembro de 1990) é uma advogada e política portuguesa. 
Desempenhou, anteriormente, as funções deputada à Assembleia da República na XIV e XV legislatura pelo Partido Social Democrata.